# Phrynocrinus nudus
Phrynocrinus nudus is een haarster uit de familie Phrynocrinidae.
De wetenschappelijke naam van de soort werd in 1907 gepubliceerd door Austin Hobart Clark.